# Bundesstrasse 103
Bundesstrasse 103 är en 161 kilometer lång förbundsväg i de tyska förbundsländerna Mecklenburg-Vorpommern och Brandenburg. Vägen  börjar i Warnemünde och går i sydlig riktning till Kyritz.